# 第二十七泉河
第二十七泉河（俄语：Река 27-й Ключ）是滨海边疆区的河流，源起索洛内茨奇山，长7.6公里，流域面积25.5平方公里，注入鲁德纳亚河。

## 引用
1. ↑  . Water Resources Справочник водных ресурсов.   [2024-01-07]. （原始内容存档于2024-01-07）.